# Vjačeslav Kozlov
Vjačeslav Anatoljevič Kozlov (rusky Вячеслав Анатольевич Козлов, 3. května 1973, Voskresensk, Sovětský svaz) je bývalý ruský profesionální hokejista, který naposledy hrál za Atlant Mytišči ve východoevropské KHL. Kozlov je držitelem dvou Stanley Cupů (1997 a 1998), které vyhrál s týmem Detroit Red Wings. Za sovětský a ruský národní tým odehrál celkově 21 zápasů. V roce 2007 mu byla udělena cena Dan Snyder Memorial Trophy.

## Ocenění a úspěchy
- 1990 SLLH – Nejlepší nováček
- 1990 MEJ – All-Star Tým
- 1990 MEJ – Nejlepší útočník
- 1990 MEJ – Nejlepší střelec
- 1990 MEJ – Nejproduktivnější hráč
- 2012 KHL – Utkání hvězd
- 2015 KHL – Trofej za věrnost hokeji

## Prvenství

### NHL
- Debut – 12. března 1992 (St. Louis Blues proti Detroit Red Wings)
- První asistence – 12. března 1992 (St. Louis Blues proti Detroit Red Wings)
- První gól – 8. října 1992 (Los Angeles Kings proti Detroit Red Wings, kanadskému brankáři Kelly Hrudey)
- První hattrick – 6. ledna 1994 (San Jose Sharks proti Detroit Red Wings)

### KHL
- Debut – 1. října 2010 (HK Jugra Chanty-Mansijsk proti CSKA Moskva)
- První asistence – 9. října 2010 (CSKA Moskva proti Atlant Mytišči)
- První gól – 11. října 2010 (CSKA Moskva proti Torpedo Nižnij Novgorod, rakouskému brankáři Bernd Brückler)

## Klubové statistiky
| Sezóna       | Klub                 | Soutěž       |       | Základní část | Základní část | Základní část | Základní část | Základní část |    | Play off | Play off | Play off | Play off | Play off |
| Sezóna       | Klub                 | Soutěž       | Z     | G             | A             | B             | TM            | Z             | G  | A        | B        | TM       |          |          |
| 1987–88      | Chimik Voskresensk   | SLLH         | 2     | 0             | 0             | 0             | 0             | —             | —  | —        | —        | —        |          |          |
| 1988–89      | Chimik Voskresensk   | SLLH         | 14    | 0             | 1             | 1             | 2             | —             | —  | —        | —        | —        |          |          |
| 1989–90      | Chimik Voskresensk   | SLLH         | 45    | 14            | 12            | 26            | 38            | —             | —  | —        | —        | —        |          |          |
| 1990–91      | Chimik Voskresensk   | SLLH         | 45    | 11            | 13            | 24            | 46            | —             | —  | —        | —        | —        |          |          |
| 1991–92      | CSKA Moskva          | RSL          | 11    | 6             | 5             | 11            | 12            | —             | —  | —        | —        | —        |          |          |
| 1991–92      | Detroit Red Wings    | NHL          | 7     | 0             | 2             | 2             | 2             | —             | —  | —        | —        | —        |          |          |
| 1992–93      | Adirondack Red Wings | AHL          | 45    | 23            | 36            | 59            | 54            | 4             | 1  | 1        | 2        | 4        |          |          |
| 1992–93      | Detroit Red Wings    | NHL          | 17    | 4             | 1             | 5             | 14            | 4             | 0  | 2        | 2        | 2        |          |          |
| 1993–94      | Adirondack Red Wings | AHL          | 3     | 0             | 1             | 1             | 15            | —             | —  | —        | —        | —        |          |          |
| 1993–94      | Detroit Red Wings    | NHL          | 77    | 34            | 39            | 73            | 50            | 7             | 2  | 5        | 7        | 12       |          |          |
| 1994–95      | CSKA Moskva          | RSL          | 10    | 3             | 4             | 7             | 14            | —             | —  | —        | —        | —        |          |          |
| 1994–95      | Detroit Red Wings    | NHL          | 46    | 13            | 20            | 33            | 45            | 18            | 9  | 7        | 16       | 10       |          |          |
| 1995–96      | Detroit Red Wings    | NHL          | 82    | 36            | 37            | 73            | 70            | 19            | 5  | 7        | 12       | 10       |          |          |
| 1996–97      | Detroit Red Wings    | NHL          | 75    | 23            | 22            | 45            | 46            | 20            | 8  | 5        | 13       | 14       |          |          |
| 1997–98      | Detroit Red Wings    | NHL          | 80    | 25            | 27            | 52            | 46            | 22            | 6  | 8        | 14       | 10       |          |          |
| 1998–99      | Detroit Red Wings    | NHL          | 79    | 29            | 29            | 58            | 45            | 10            | 6  | 1        | 7        | 4        |          |          |
| 1999–00      | Detroit Red Wings    | NHL          | 72    | 18            | 18            | 36            | 28            | 8             | 2  | 1        | 3        | 12       |          |          |
| 2000–01      | Detroit Red Wings    | NHL          | 72    | 20            | 18            | 38            | 30            | 6             | 4  | 1        | 5        | 2        |          |          |
| 2001–02      | Buffalo Sabres       | NHL          | 38    | 9             | 13            | 22            | 16            | —             | —  | —        | —        | —        |          |          |
| 2002–03      | Atlanta Thrashers    | NHL          | 79    | 21            | 49            | 70            | 66            | —             | —  | —        | —        | —        |          |          |
| 2003–04      | Atlanta Thrashers    | NHL          | 76    | 20            | 32            | 52            | 74            | —             | —  | —        | —        | —        |          |          |
| 2004–05      | Atlant Mytišči       | RSL          | 38    | 12            | 18            | 30            | 69            | —             | —  | —        | —        | —        |          |          |
| 2004–05      | Ak Bars Kazaň        | RSL          | 8     | 2             | 4             | 6             | 0             | 4             | 1  | 0        | 1        | 8        |          |          |
| 2005–06      | Atlanta Thrashers    | NHL          | 82    | 25            | 46            | 71            | 33            | —             | —  | —        | —        | —        |          |          |
| 2006–07      | Atlanta Thrashers    | NHL          | 81    | 28            | 52            | 80            | 36            | 4             | 0  | 0        | 0        | 6        |          |          |
| 2007–08      | Atlanta Thrashers    | NHL          | 82    | 17            | 24            | 41            | 26            | —             | —  | —        | —        | —        |          |          |
| 2008–09      | Atlanta Thrashers    | NHL          | 82    | 26            | 50            | 76            | 44            | —             | —  | —        | —        | —        |          |          |
| 2009–10      | Atlanta Thrashers    | NHL          | 55    | 8             | 18            | 26            | 33            | —             | —  | —        | —        | —        |          |          |
| 2010–11      | CSKA Moskva          | KHL          | 40    | 11            | 14            | 24            | 20            | —             | —  | —        | —        | —        |          |          |
| 2010–11      | Salavat Julajev Ufa  | KHL          | 4     | 1             | 1             | 2             | 0             | 21            | 2  | 7        | 9        | 14       |          |          |
| 2011–12      | OHK Dynamo Moskva    | KHL          | 44    | 8             | 15            | 23            | 22            | 6             | 0  | 0        | 0        | 2        |          |          |
| 2012–13      | HK Spartak Moskva    | KHL          | 13    | 4             | 4             | 8             | 10            | —             | —  | —        | —        | —        |          |          |
| 2013–14      | HK Spartak Moskva    | KHL          | 54    | 8             | 18            | 26            | 51            | —             | —  | —        | —        | —        |          |          |
| 2014–15      | Atlant Mytišči       | KHL          | 46    | 5             | 8             | 13            | 18            | —             | —  | —        | —        | —        |          |          |
| Celkem v NHL | Celkem v NHL         | Celkem v NHL | 1,045 | 322           | 429           | 751           | 627           | 118           | 42 | 37       | 79       | 82       |          |          |

## Reprezentace
| Rok                            | Tým                            | Soutěž                         | Z  | G  | A  | B  | TM |
| ------------------------------ | ------------------------------ | ------------------------------ | -- | -- | -- | -- | -- |
| 1988                           | SSSR 18                        | MEJ                            | 5  | 2  | 1  | 3  | 4  |
| 1989                           | SSSR 18                        | MEJ                            | 6  | 5  | 7  | 12 | 8  |
| 1990                           | SSSR 18                        | MEJ                            | 6  | 9  | 10 | 19 | 11 |
| 1990                           | SSSR 20                        | MSJ                            | 7  | 4  | 7  | 11 | 0  |
| 1991                           | SSSR 20                        | MSJ                            | 7  | 3  | 9  | 12 | 12 |
| 1991                           | SSSR                           | MS                             | 10 | 3  | 4  | 7  | 10 |
| 1991                           | SSSR                           | KP                             | 5  | 1  | 2  | 3  | 6  |
| 1994                           | Rusko                          | MS                             | 1  | 0  | 0  | 0  | 4  |
| 1996                           | Rusko                          | SP                             | 5  | 1  | 2  | 3  | 8  |
| Juniorská reprezentace celkově | Juniorská reprezentace celkově | Juniorská reprezentace celkově | 31 | 23 | 34 | 57 | 35 |
| Seniorská reprezentace celkově | Seniorská reprezentace celkově | Seniorská reprezentace celkově | 21 | 5  | 8  | 13 | 28 |